# 三輪逆
三輪 逆（みわ の さかう）は、古墳時代の豪族。姓（カバネ）は君で逆君とも表記する。三輪特牛（矢口）の子。敏達天皇の寵臣。逆君とも。

## 経歴
敏達天皇14年（585年）6月、蘇我馬子が敏達天皇に仏法を許され、仏舎を造り、仏像を迎えて供養した際に、逆は物部守屋、中臣磐余と寺塔を焼き、仏像を廃棄しようと謀ったが馬子に拒まれている。同年8月、敏達天皇が崩御し殯宮で葬儀が行われた際、逆は「朝廷を荒らさぬよう。鏡のように浄めて平らかに治まるよう臣は仕えます」と誄を読み、隼人を集めて殯庭を警護した。
用明天皇元年（586年）5月、穴穂部皇子は炊屋姫（敏達天皇の皇后、後の推古天皇）を犯さんと欲して、殯宮に押し入ろうとした。逆は兵衛を集めて宮門を閉じて侵入を拒んだ。穴穂部皇子は7度開門を呼ばまわったが逆は入れなかった。穴穂部皇子は激怒し、大臣の馬子と大連の守屋に逆は不遜であると言った。馬子と守屋はこれに同意した。穴穂部皇子は天皇になることを欲し、口実をもうけて逆を殺そうと謀った。
穴穂部皇子は守屋と共に兵を率いて磐余の池辺を囲んだ。逆はこれを知り、三輪山に逃れた。その日の夜に山を出て、炊屋姫の後宮（海石榴市宮）へ隠れた。逆の一族の白堤と横山が逆の居場所を密告した。穴穂部皇子は守屋に遣いを出して、逆と2人の子供を殺すことを命じた（泊瀬部皇子（後の崇峻天皇）もこの謀議に加わっていたとされる）。守屋は逆を討つべく兵を率いて海石榴市宮へ向かった。穴穂部皇子も守屋と合流すべく自邸を出たが、これを知った馬子が「王者は刑人に近づくべきではない」と諫言して止めた。穴穂部皇子と馬子が待っていると守屋が帰ってきて逆を斬ったことを報告した（穴穂部皇子が自ら行って射殺したという説もある）。馬子は「天下の乱は近い」と嘆き、守屋は「汝のような小臣の知るところではない」と言った。
逆は敏達天皇に深く信任され、内外のことを悉く委ねられていた。このため炊屋姫と馬子は穴穂部皇子を深く恨むようになった。この後、穴穂部皇子と物部守屋は馬子によって滅ぼされている。

## 系譜
「大三輪朝臣系図」より
- 父：三輪特牛（または矢口）
- 母：賀茂笠女
- 妻：不詳
  - 男子：三輪小鷦鷯
  - 男子：三輪弟隈